# Gayéri
Gayéri ist sowohl eine Gemeinde (französisch commune urbaine) als auch ein dasselbe Gebiet umfassendes Departement im westafrikanischen Staat Burkina Faso, in der Region Est und der Provinz Komondjari, deren Hauptstadt Gayéri ist. Die Gemeinde hat 48.814 Einwohner.